# 杰里·沃里斯
霍勒斯·杰里迈亚·“杰里”·沃里斯（英語：Horace Jeremiah "Jerry" Voorhis，1901年4月6日—1984年9月11日）是一位来自美国加利福尼亚州的民主党政治家。从1937至1947年，他共计5次当选为代表洛杉矶县第十二国会选区的联邦众议员。他也是理查德·尼克松在全国性政治选举中的第一位竞争对手，后者在1946年加利福尼亚州第十二国会选区选举中击败沃里斯成功当选，这次选举也是尼克松在政治崛起过程中通过指责对手是共产主义者而得以胜出的一个典型例子。
沃里斯出生于堪萨斯州，童年时经常搬家。他在耶鲁大学获得了学士学位，并入选优等生协会，后又在克莱蒙研究生院获得硕士学位。1928年，他创办了沃里斯男子学校并担任校长，并在入选国会期间继续担任该职位。
沃里斯在联邦众议院中是罗斯福新政的忠实支持者，投票立场属于坚定的自由派。他在立法上的主要成就是《1940年沃里斯法》，其中要求对部分由外国势力控制的组织予以登记。连续5次当选后，他于1946年遇到了共和党候选人尼克松的激烈竞争，后者指出一些支持沃里斯的团体与共产党有联系，最终沃里斯以超过15000票的劣势落败。之后，沃里斯拒绝参加1948年的选举来再次与尼克松竞争。
在半个世纪的写作生涯中，沃里斯撰写了多部书籍。在选举中败给尼克松后，他从政坛引退，在合作社运动中担任了近20年执行高管。1984年，杰里·沃里斯在加利福尼亚州的一家养老院逝世，终年83岁。

## 早年生涯
霍勒斯·杰里迈亚·沃里斯出生于堪萨斯州富兰克林县的渥太华，父亲查尔斯·布朗·沃里斯（Charles Brown Voorhis）是荷兰后裔，母亲艾拉·沃德·沃里斯（Ella Ward Voorhis），母亲的娘家姓為史密斯（Smith）。杰里的爷爷奥勒留·莱曼·沃里斯（Aurelius Lyman Voorhis），是一位曾“冒险前往堪萨斯州西部边镜”的商人和土地交易代理人，还是位自学成才的律师，他竭尽全力把儿子送去读大学，直到自己负担不起时又把能拿出的唯一两美元交给儿子，并建议他找一份工作。杰里之后给自己的爷爷写了传记。查尔斯·沃里斯找了份投资公司的工作，平时还是位半职业棒球运动员，之后他获提升为金曼普劳公司（Kingman Plow Company）的高管。这家公司解散后，查尔斯又成为奥克兰汽车公司的高管，该公司之后成为通用汽车公司的宠蒂亚克分部，并最终在他于1925年退休前发展成纳什汽车公司。杰瑞·沃里斯开始在渥太华上学，之后还曾在奥克拉荷马市、皮奥里亚和庞蒂亚克念过书。他进入马萨诸塞州的霍奇基斯学校念高中，这是一所与耶鲁大学关系密切的精英男子住宿学校，并随后获耶鲁大学录取，于1923年毕业。沃里斯获选成为优等生协会成员，曾任基督教协会会长，并受到了社会福音运动的很大影响。
面对他人对自己经商或从事管理工作的鼓励，沃里斯不为所动，这让父亲深感失望。在耶鲁大学就读期间，他开始相信自己要“认真地对待基督福音，不必要的贫困和磨难与特别和过度的权力一样，都是完全违反其戒掉的”。他之后表示，自己对离开耶鲁，到“大学围墙外的现实世界”到一份工作的判断缺乏信心。不过一旦毕业，沃里斯很快就找了份收货员的工作，不久又成了货物操控员。1923年下半年，他下岗了。1923至1924年，沃里斯在德国的基督教青年会出任旅游代表，但由于患上了肺炎，他留在德国的时间不得不缩短，在伦敦的一家疗养院接受了六个星期的康复治疗。
查尔斯·沃里斯因在纳什汽车公司的工作需要则搬到了住于威斯康星州基诺沙县县城基诺沙（Kenosha），而从欧洲回来的杰里也一起来到了这里。由于身体尚未完成康复，他还在怀俄明州西北部的一个农场工作了几个星期。他在肯诺沙认识了一位名叫爱丽丝·路易丝·利文斯顿的社工，两人于1924年11月27日在后者的故乡，爱荷华州华盛顿县县城华盛顿（Washington）结婚。婚后沃里斯夫妇搬到了北卡罗莱纳州，他在夏洛特的一家福特工厂上班，之后又获得了一份伊利诺伊州贫困生学校的教师工作，教三年级并担任体育教练，每天早上还在学校的小教堂给予宗教演说。这以后，沃里斯夫妇在怀俄明州的拉勒米创办了一家孤儿院并加以打理。

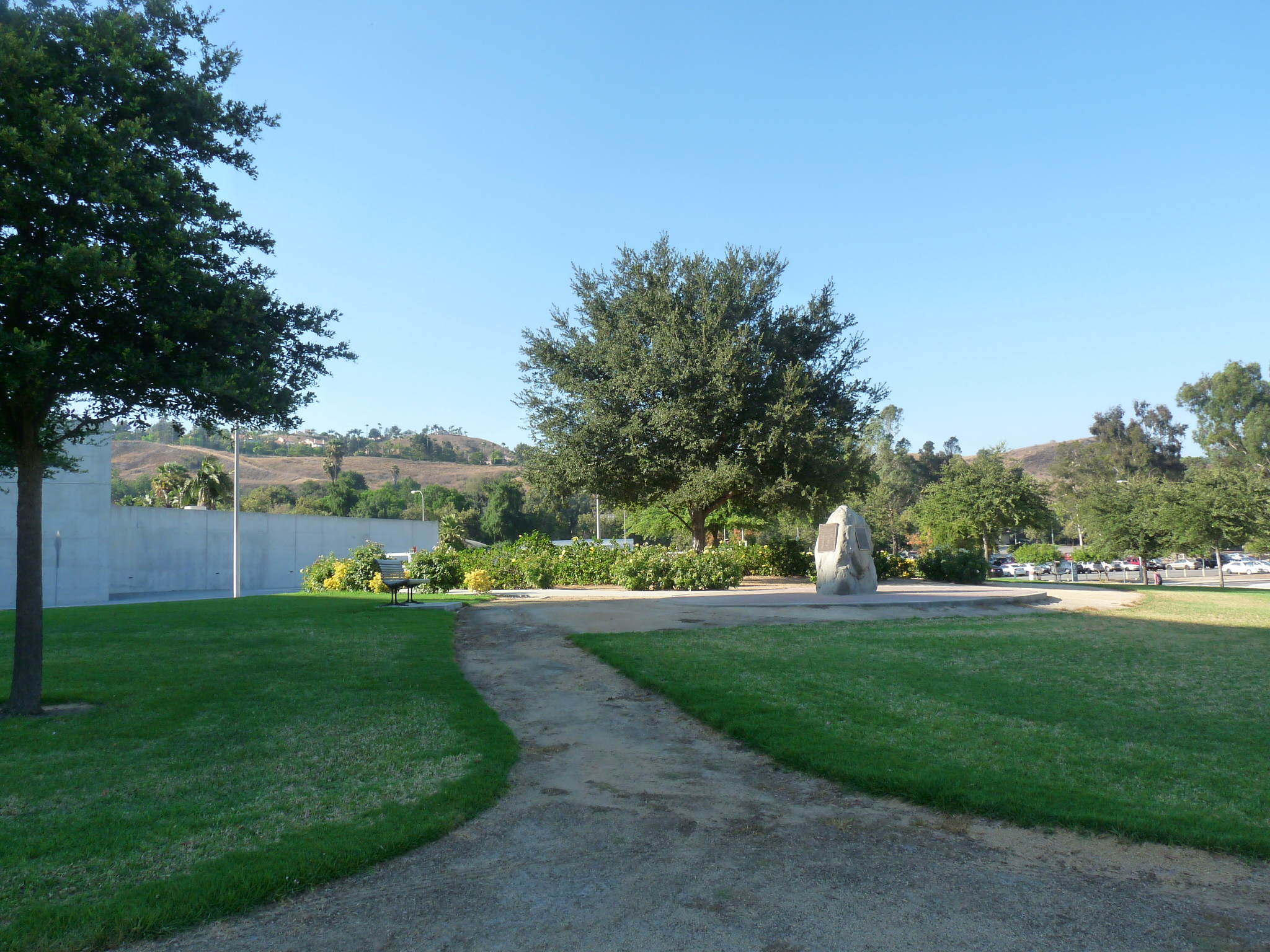
波莫纳加州州立理工大学的沃里斯公园，这里有一块来自沃里斯学校校园的石头

1927年，已经退休的查尔斯·沃里斯向儿子提议在家族位于帕萨迪纳的老家附近建立一所男生学院，杰里为此搬回了加利福尼亚州。1928年，他在圣迪马斯创办了沃里斯男子学校并担任校长，并在入选国会后继续担任该职位。进入这所学校学习的孩子们不但可以得到学术教育，还可以学到养殖、机械等手工职业技能。查尔斯和杰里父子俩把家中的大部分财富都投入到了这所学校中。杰里当选国会议员后，学校予以了关闭，其土地和建筑都损给了波莫纳加州州立理工大学，之后成为该学府的南加州校园直至1950年迁至波莫纳时止。杰里还与他创办学校的校友们保持着密切的联系。
沃里斯还投身于地方社区，在当地农场主和农民之间组织了合作社。如果出现罢工，他就会与工人一起走在纠察线上。1930至1935年，沃里斯在波莫纳学院（Pomona College）授课。他开始发表文章，于1933年写道：“我们可以生产出大量的财富，但我们不会这么做……我们只有在所有生产出的财富都为大家公有时才会进行生产……顺便说一句，这样我们就可以生活在神的国度中。”

## 政治生涯

### 国会议员

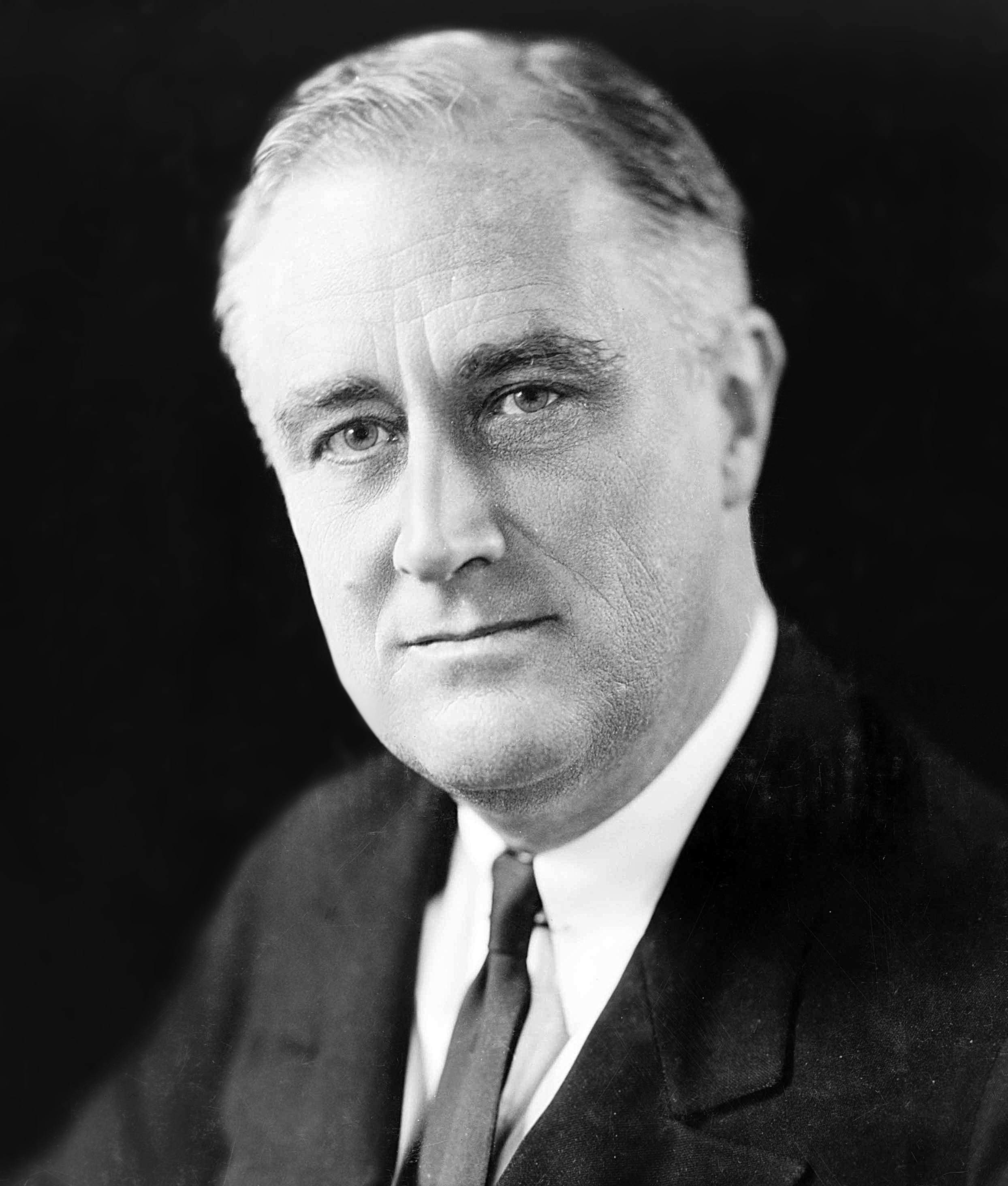
美国总统富兰克林·罗斯福

沃里斯于1934年成为加利福尼亚州众议员候选人，把自己登记的社会主义改为民主党，虽然他得到了作家兼民主党州长候选人厄普顿·辛克莱的支持，但最终还是败给了当时很受欢迎的在任议员赫伯特·埃文斯（Herbert Evans）。两年后，他与在任联邦州议员约翰·H·霍培尔竞争第十二国会选区的民主党联邦众议员候选人提名。霍培尔前不久因试图出售西点军校提名而被定罪，所以支持率受到很大影响，最终沃里斯成功赢得民主党提名，霍培尔只排在第三位。沃里斯以一位“进步的罗斯福型民主党人”形象参加竞选，最终在普选中以较大优势击败弗雷德里克·F·豪泽（Frederick F. Houser）成功当选。
沃里斯之后连续四度获得连任，是国会中投票纪录最偏向自由派的议员之一。他支持新政举措，其中包括富兰克林·罗斯福充满争议的《1937年司法程序改革法》（Judicial Procedures Reform Bill of 1937）。
1937年1月，沃里斯提出了自己的第一个立法倡议，通过大幅增加公共事业振兴署支出来提升就业率。但这一方案没有获得成功，次年国会就面临了经济衰退，公共事业振兴署支出的增加已经超出了沃里斯的预料。第75届联邦国会有超过300名共和党议员，其中许多都是保守派，沃里斯则成为了其中约50位议员组成的进步党团领袖。沃里斯提倡联邦政府从各成员银行手中购买联邦储备银行的股票，以此来为政府支出进行融资，方案得到了罗斯福总统的短暂支持，但之后总统的顾问令其改变了主意。沃里斯之后和将来会成为众议院银行委员会主席的赖特·帕特曼（Wright Patman）结盟，迫使联邦储备银行把大部分通过联邦证券赚得的利息支付给联邦政府，而不是交给银行股东。对于不断加剧的第二次世界大战，沃里斯呼吁美国保持中立。他提议制订一项法律要求对是否参战的问题举行全民公投。沃里斯认为，禁止向其他国家出售军火，以及禁止美国人向其他国家提供用于备战的贷款的法律可以保持美国置身事外。1939年9月接受《纽约时报》采访时面对有关总统召集国会召开特别会议讨论给《中立法》增加修正案的问题，沃里斯表示特别会议应该迅速增大对在职贫困人口的救济力度。但到了1939年11月初，沃里斯又宣布支持废除《中立法》规定的武器禁运，同时仍敦促国家保持中立。沃里斯还反对和平草案，支持《租借法案》。
美国因珍珠港事件宣战后，沃里斯支持囚禁日裔美国人，不过他也建议尽可能以自愿的性质将其疏散，并任命官员对其财产进行管理，避免被迫以低廉的价格出售。战争期间，沃里斯提倡更高效地对高收入群体和战争盈利征税，计划应对战后失业以及美国人的营养需求。沃里斯还反对大企业在战争工业里的主导地位，但在大部分情况下，国会都没有接受他的建议。
沃里斯经常站在石油业的对立面，对石油枯竭补贴的必要性提出质疑。1943年，他从一位帕塞迪纳律师处得知，海军部正打算给予标准石油公司位于加利福尼亚州中部的一片广阔海军预留带的免费独家石油开采权，这一地区的艾尔克山区（Elk Hills）当时被认为是除阿拉伯半岛外石油储备最丰富的油田。于是他于1943年在国会众议院楼层演讲时将之揭露，这笔交易之后很快予以取消。《华盛顿邮报》赞颂他为英雄，来自乔治亚州的众议院海军事务委员会主席卡尔·文森称沃里斯完成了“最伟大的一种服务”。不过《洛杉矶时报》认为，沃里斯让加利福尼亚州人民没有汽油可用，因而不利于人们对支援战争所做的努力。1945年，沃里斯又反对了一个旨在授权石油公司在海上钻井开采的法案，石油行业杂志《第二个问题》（Second Issue）把这项法案未能通过归咎于沃里斯。尼克松的传记作者罗杰·莫里斯（Roger Morris）认为，正是这些事件令石油公司在1946年选举过程中给予了尼克松隐密而又可观的财政援助来反对沃里斯。

### 纪录和选举

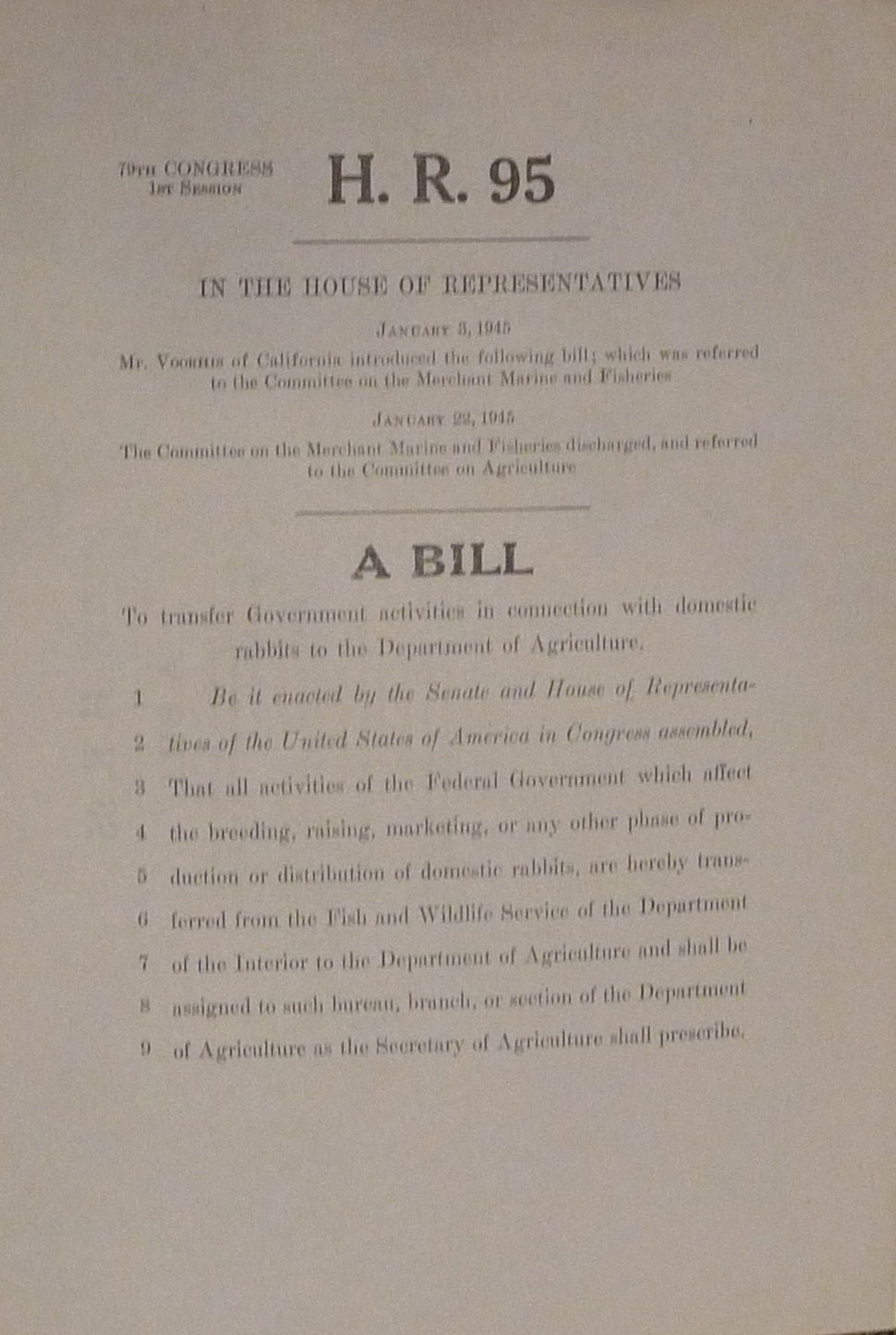
沃里斯有关兔子管辖权的法案

沃里斯“从性情和理念上厌恶”共产主义。他提出了《1940年沃里斯法》，要求由外国势力主控和从事颠覆美国政府军事活动的政治团体向联邦司法部登记。沃里斯还是众议院非美活动调查委员会成员，不过《时代》杂志认为，他的行为可能只是算清了形势，见风使舵而已。
沃里斯在国会的同僚等人大多对他有高度评价。伊利诺伊州联邦参议员保罗·道格拉斯（Paul Douglas）认为沃里斯是“一个政治圣人”，还称沃里斯“在良心的驱使下，他有一种想要把握众议院每个议题的冲动，并且也会把握这些议题，说出自己心中的想法。”沃里斯会把握任何机遇在众议院中做五分钟的演讲，涉及事务从他所在选区的关注事务到国际货币问题。新闻界给他起了个绰号叫“阿特拉斯小子”（Kid Atlas），似乎要把整个世界的重量都挑到自己的肩膀上。一众新闻记者还经投票将他评为最诚实的国会议员，而智商方面则排在第五位。不过，内政部长哈罗德·L·伊克斯（Harold L. Ickes）形容沃里斯于1943年辞去非美活动调查委员会职务时的表现“像往常一样摇摆不定”。
沃里斯所在第十二国会选区以共和党人偏多，以至他们曾在1941年试图以杰利蝾螈的手段令沃里斯落选，在十年一度的选区重划中，共和党人把民主党占绝对优势的选区划去了别的选区。尽管如此，沃里斯之后仍然以领先对手13000张选票的优势获得连任，两年后又以类似的优势再次连任。虽然所在选区以共和党人为主，但沃里斯在1946年以前的几次选举中都没有遇到了能够构成比较大威胁的对手。1936年时他借罗斯福的压倒性优势当选，而1938年时他的对手实在太过害羞，以致于沃里斯在两人共同亮相时只能亲自向众人介绍对方。1940年，他面对的对手是一位军校校长，而1942年的对手则是位电台传教士，前禁酒党州长候选人罗伯特·P·舒勒（Robert P. Shuler），“甚至连共和党人都觉得不好意思”。1944年，第十二国会选区的共和党人四分五裂，沃里斯轻松获胜。
对于他的选民们来说，沃里斯是一个认真的国会议员，仔细地记下孩子出生、周年纪念和地区内的活动。事实上，自特里西娅·尼克松（Tricia Nixon）在1946年选举开始前不久出世后，沃里斯的办公室向给尼克松一家寄去了一份名为《婴儿护理》（Infant Care）的政府刊物，他每个月都会收到150份这种刊物。1946年4月1日，理查德·尼克松为这份小册子给沃里斯寄了封感谢信。
除了以他命名的1940年法案外，沃里斯成功制订的法律很少，尼克松为此在1946年的选举中称沃里斯没有起到一位国会议员的应有作用，其立法成就只不过是“把饲养兔子的管辖权从一个政府部门转给另一个”。《纽约时报》在1947年对沃里斯的评价中认为“他没有达成什么实际成果”。

#### 1946年选举

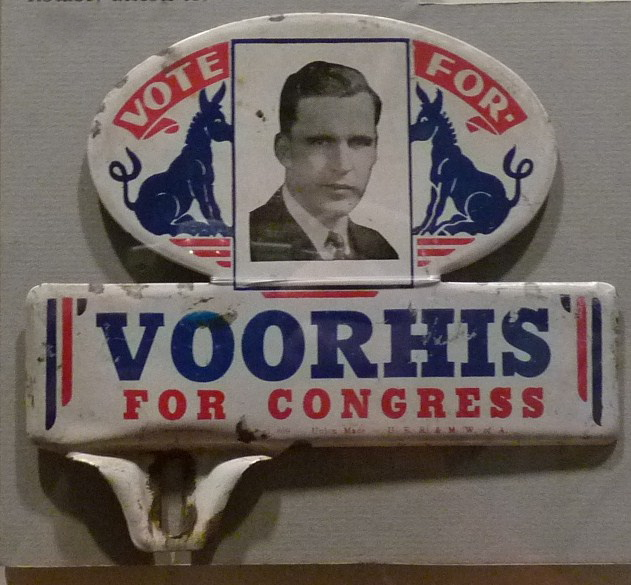
1946年选举中给沃里斯做宣传的牌照附接

沃里斯在众议院服务的第五个任期里，加利福尼亚州第十二国会选区的共和党人希望能找到一个可以击败他的候选人，在美国银行驻惠提尔分行的经理赫尔曼·佩里（Herman Perry）建议下他们选择了理查德·尼克松，当时还是海军军官的后者也欣然接受。尼克松在信中这样提及沃里斯：“他那‘保守’的声誉必须受到抨击，但我努力的主要方向将是给出一系列积极、正面的演讲，告诉大家我们希望做什么，而不是民主党没能做好什么……我非常希望能够做好这件事，我也相信我们能够获胜。”但一些共和党人认为尼克松毫无获胜之机。
竞选开始后，尼克松和沃里斯都成为了多个党派初选中的候选人，其中前者是首度参加这一职位的选举，而后者已经有过多次同时代表多个党派角逐的经验，两人也几乎均是毫无悬念地在初选中胜出。尼克松最终赢得了共和党初选，沃里斯则不但赢得了民主党初选，还在共和党初选中获得了相当数量的选票支持，在两场选举中获得的总票数比尼克松要多约7000票。不过当新闻报道中指出沃里斯获得的选票在总票数中所占百分比从1944年的60%下降到了53.5%时，尼克松的势头有所增强。
沃里斯拥有在任的优势，而尼克松则有其它方面的长处加以抵消。由于国会事务繁忙，沃里斯只能投入两个月的时间进行竞选宣传活动，而尼克松则在选区内整整宣传了十个月。而在8月份一次从哥伦比亚特区返回加利福尼亚州途中，沃里斯不得不在犹他州奥格登接受痔疮手术，他能够用来竞选的时间也因此进一步缩短。手术后，他在奥格登的一家酒店中休养了两个星期。
尼克松声称，投票反对沃里斯就是“投票反对政治行动委员会”，称该委员会是“产业工会联合会的附属机构，实行共产主义原则，并且拥有庞大的贿赂基金”。尼克松的竞选团队还分发了25000枚顶针，上面标有“选尼克松进国会/把针朝政治行动委员会插进去”的字样。

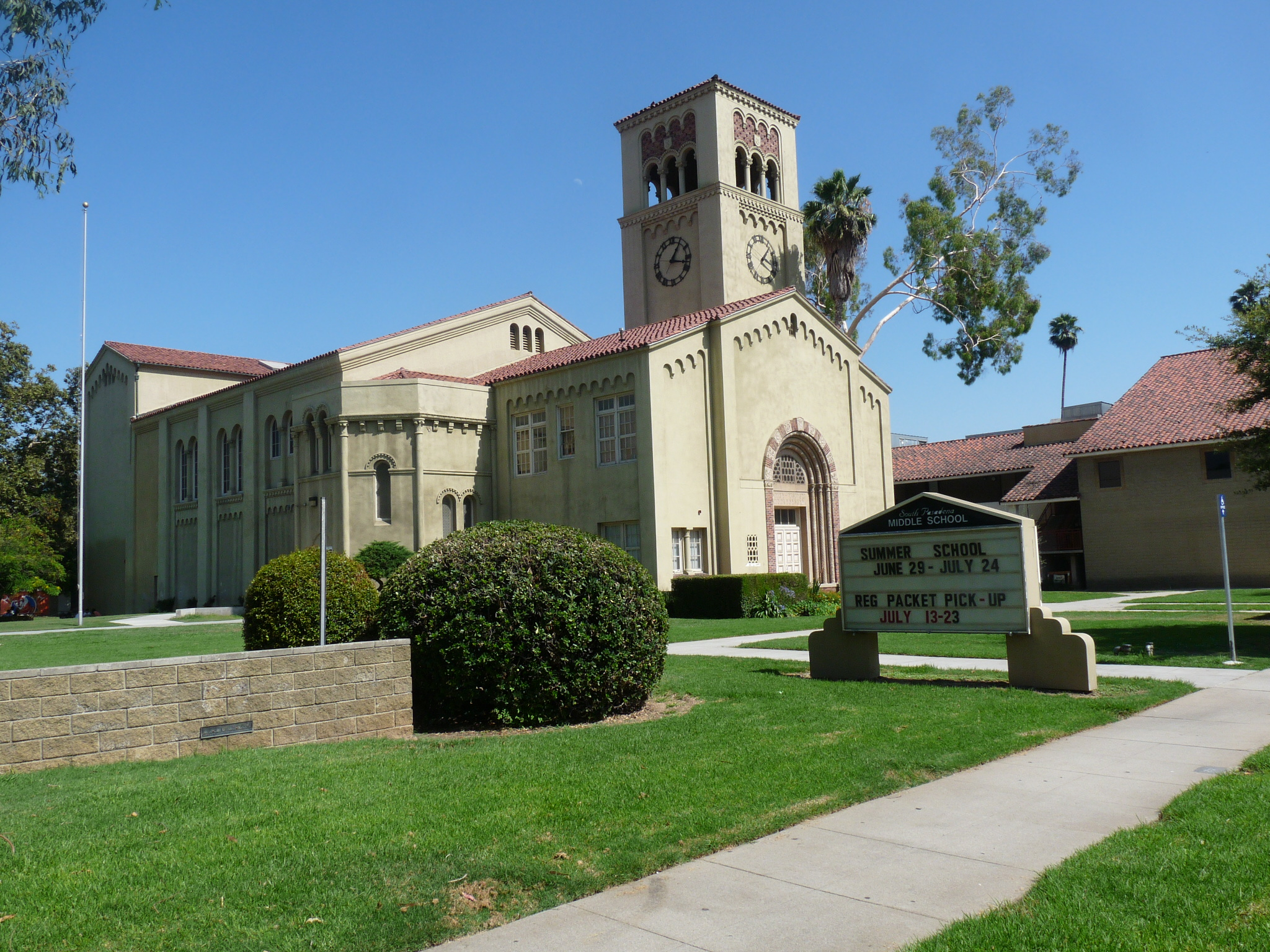
南帕萨迪纳中学（前南帕萨迪纳初中）

有传言称沃里斯与产业工会联合会之下的政治行动委员会有关，该委员会被认为属于共产党的外围组织。在本次选举中，这个问题被拿出来大做文章。尼克松的竞选经理声称拥有沃里斯与该团体存在关联的证据。9月13日，两位候选人在南帕萨迪纳初中展开辩论。当现场要求尼克松提供其指控的证据时，尼克松从口袋中拿出一个“全国公民政治行动委员会”的地方公报，其上就有为沃里斯做宣传的内容。这实际与之前的政治行动委员会是两个不同的组织，不过都是产业工会联合会的附属机构。沃里斯的助手知道这些宣传内容，但没有想到需要知会沃里斯。沃里斯在辩论现场指出这是不同的团体。尼克松于是将两个团体董事会成员的名字当场念了出来，其中许多人的名字在两边都有。辩论结束后，沃里斯问起联邦众议员切斯特·E·霍利菲尔德（Chester E. Holifield）对竞选前景的看法，后者回答：“杰里，他砍得你七零八落的。”虽然沃里斯曾拒绝接受任何政治行动委员会的支持，除非该委员会宣布弃绝共产主义的影响，但他仍然从此被人与共产党联系了起来。尼克森最终以超过15000票的优势击败沃里斯，《时代》杂志还称赞他“礼貌地避免了向他的对手展开人身攻击”。
选举落败次日，沃里斯发表了一份认输声明：“我已经用自己生命中的黄金时代来在国会中为这个选区服务。根据人民的意愿，这份工作已经结束了。我对自己的经历没有遗憾。”。在自己1947年的著作《一个国会议员的自白》中，沃里斯认为自己之所以会落败，是因为尼克松一方据称所花费的巨额资金。尼克松看过这本书后评价道：“我很有兴趣知道，这些据称被我们花掉了的巨额资金到底在什么地方！”
尼克松在本次选举中击败沃里斯所采用的策略之后还将在竞选联邦参议员、副总统和总统的多次选举中反复使用，这也是他第一次使用这种指摘对手与共产党有联系的战术。沃里斯之后把自己视为“尼克松和乔蒂纳政治成功公式上的第一名受害者”。1958年，沃里斯声称一些选民有接到指控自己是共产党员的匿名电话，还有报纸上形容沃里斯是亲共分子，当尼克松感到愤怒时，他就会“按兵不动”。
虽然心存芥蒂，但沃里斯还是在1946年12月给尼克松写了封信祝贺对方当选。两人在沃里斯的办公室进行了一个小时的会面，据沃里斯表示，等到分开时，他们已经成为朋友。12月31日，沃里斯给自己的父亲写了封信，这也是他身为国会议员所写的最后一封信。他的父亲是他整个国会生涯期间的政治顾问，他写道：“一直以来，您的帮助、信心和建议……让我一直有一种感觉，您的手就放在我的肩膀上。谢谢……上帝保佑您。”

## 晚年生活
从国会离任后，沃里斯留在弗吉尼亚州亚历山德里亚的家中，继续写完自己的书《一个国会议员的自白》（Confessions of a Congressman）。1947年初，他获邀出任美国合作联盟（Cooperative League of the USA）执行董事，一家人于是搬到了伊利诺伊州库克县一个叫温内特卡（Winnetka）的村庄，这里距该联盟的芝加哥总部比较近。这个联盟的消费者和生产者合作社在战争结束后都进入了一段困难时期，但在沃里斯的领导下，联盟的财政状况逐渐好转，一些原本没有加入联盟的大型合作社也在游说下选择了加入。联盟的职权范围得到扩大，创立了美国集体保健协会（Group Health Association of America）和全国住房合作社协会（National Association of Housing Cooperatives）。
1948年，史蒂芬·扎特伯格（Stephen Zetterberg）鼓励沃里斯再次参选联邦众议员挑战尼克松，但后者拒绝了，这部分是因为身体健康因素，扎特伯格于是亲自参加了民主党初选。尼克松在共和党初选中没有竞争者，还在民主党民意调查中获胜，轻松取得连任。
1954年，沃里斯带领美国代表团前往巴黎参加国际合作协会代表大会，在会上成功地反对了苏联旨在给予东欧国家更大代表权的计划，这被认为是其为实现最终把协会致于共产党控制之下这一目的的手段。沃里斯有时会到国会委员会前作证，其中大多是反对旨在向合作社征税的法案。在联盟位于纽约的办公室已经没有什么作用时，他将之关闭，并在洛杉矶开设了另一个办公室。沃里斯鼓励拉丁美洲组建合作社，1963年，合作社的首次半球会议在乌拉圭的蒙得维的亚召开。最终将接任沃里斯执行董事一职的斯坦利·德雷尔（Stanley Dreyer）担任此次国际会议的负责人。1967年1月，沃里斯从联盟退休。
1962年，尼克松参选加利福尼亚州州长但最终落败，5天后，沃里斯以一位曾受尼克松诽谤的公众人物身份出现在电视上，同时还有默里·乔蒂纳和共和党密歇根州联邦众议员杰拉尔德·福特出场为尼克松辩护。这个节目由霍华德·K·史密斯（Howard K. Smith）主持，美国广播公司制作，是一款新闻评论节目，题为《理查德·M·尼克松的政治讣告》（The Political Obituary of Richard M. Nixon）。沃里斯在节目中抱怨了尼克松在1946年选举中的所做所为，但另一位旨在对尼克松作出负面评价的来宾，前国务院官员阿尔杰·希斯的出现给沃里斯所说的话蒙上了阴影。希斯的参与引起了轩然大波，许多市民认为，让一个已经被法院定过罪的重罪犯上电视对前副总统进行攻击是一件有欠体面的事。这个节目很快停播，1963年春，史密斯的这个新闻评论节目也被停播。
在温内特卡生活了23年后，沃里斯与夫人搬回了加利福尼亚州的第十二国会选区，住进位于克莱蒙特的一间公寓。被尼克松击败并沉寂了近四分之一个世纪后，他写出了一本题为《理查德·米尔豪斯·尼克松的奇怪案例》（The Strange Case of Richard Milhous Nixon）的书，其中表示尼克松是个“相当冷酷无情的对手”，其行事上最“牢不可破的规则”就是“不惜一切代价取胜”。他写道：“我没想到自己对美国宪政制度的忠诚会受到攻击。”

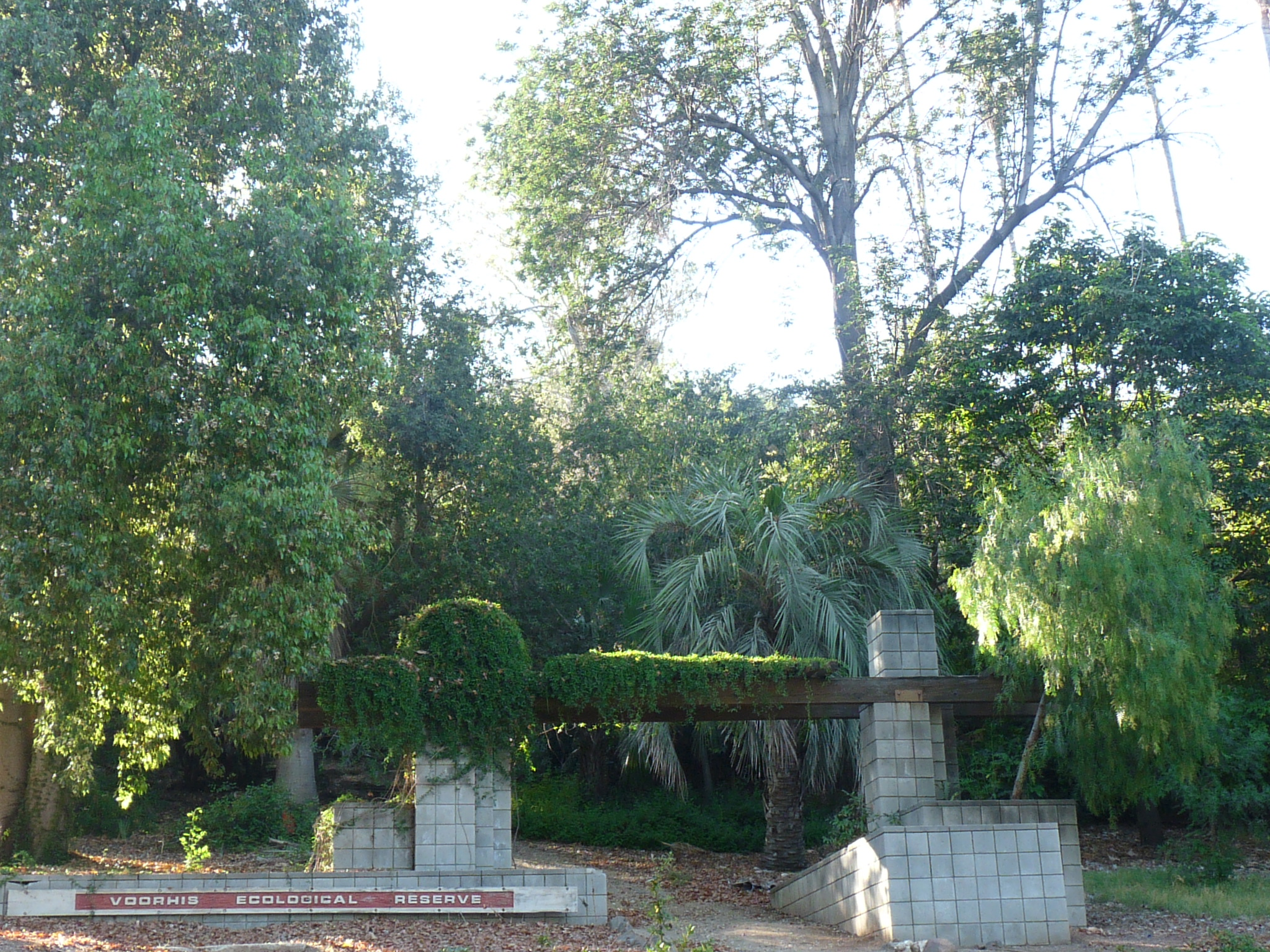
波莫纳加州州立理工大学沃里斯生态保护区

随着尼克松在政治上逐渐失势，总统席位不再稳固，沃里斯也有了更多的动静。他曾在1972年说：“批评击败我的人那属于酸葡萄心理，但我绝对不希望自己的下半生里仍然是‘那个被尼克松打败的人’”。尼克松辞去总统职位后沃里斯指出：“现在这里体验出了一种哲学，那些不择手段取胜的人终会遭到报应。”沃里斯相信自己已经被尼克松贴上了颠覆分子的标志，他指出，尼克松才一直是一个颠覆分子，谋求对国家实际“一种虚拟的独裁统治”，如今尼克松的结果也让他感觉了一些满足。
1972年，沃里斯与夫人一起住进了克莱蒙特的一家养老院，但他仍然继续为多个委员会及顾问组织工作。他的活动范围很广，从受州长杰瑞·布朗委任进入加利福尼亚州老龄委员会，到在汤姆·海登的经济民主活动中担任一位教师的助手。1984年9月11日，贺拉斯·杰里迈亚·“杰里”·沃里斯因肺气肿在养老院逝世，享年83岁，留下了自己的太太，两个儿子和一个女儿。前加利福尼亚州州长，同样是尼克松反对者的帕特·布朗（Pat Brown）称倾沃里斯“是一个伟大的人。如今像他这样的人已经不多了。”沃里斯下葬在位于洛杉矶县阿尔塔迪纳（Altadena）的山景公墓（Mountain View Cemetery)。他的文件由克莱蒙特学院的哈诺德-穆德图书馆特藏保管。
位于艾尔蒙地的一所小学以这位前联邦众议员命名，波莫纳加州州立理工大学将沃里斯视为其创立者之一，并将校内一个公园和一个生态保护区以他来命名。

## 著作
- 《院校男生教育》（The Education of the Institution Boy，硕士论文，1928年）
- 《沃里斯男子学校的故事》（The Story of Voorhis School for Boys，1932年）
- 《民主的士气》（The Morale of Democracy，1941年）
- 《摆脱债务，摆脱危险。战争融资和未来财政的提议》（Out of Debt, Out of Danger. Proposals for War Finance and Tomorrow's Money，1943年）
- 《胜利之外》（Beyond Victory，1944年）
- 《一个国会议员的自白》，1947年
- 《政治中的基督教》（The Christian in Politics，1951年）
- 《美国合作社：他们从哪来，都做些什么，又要到哪去》（American Cooperatives. Where They Come From, What They Do, Where They are Going，1961年，1973年重印）
- 《信用合作社：基本的合作社》（Credit Unions. Basic Cooperatives，1965年）
- 《理查德·米尔豪斯·尼克松的奇怪案例》（1972年，1973年重印）
- 《合作企业：小人物在大世界中的机会》（Cooperative Enterprise: The Little People's Chance in a World of Bigness，1975年）
- 《贺拉斯·杰里迈亚·沃里斯的生活和时代》（The Life and Times of Aurelius Lyman Voorhis，1976年）
- 《信仰的自白》（Confession of Faith，1978年）

## 扩展阅读
- . California State Polytechnic University, Pomona.   [2013-12-08]. （原始内容存档于2013-10-03）.